# Helicopsyche ramosi
Helicopsyche ramosi är en nattsländeart som beskrevs av Oliver S. Flint Jr. 1964. Helicopsyche ramosi ingår i släktet Helicopsyche och familjen Helicopsychidae. Inga underarter finns listade i Catalogue of Life.

## Bildgalleri

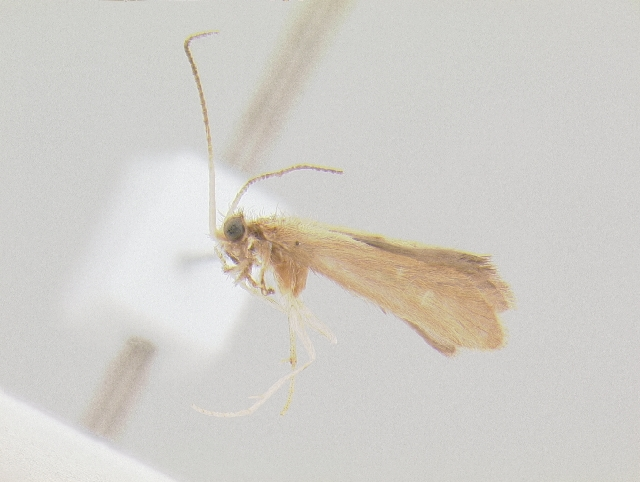